# Gungleksak

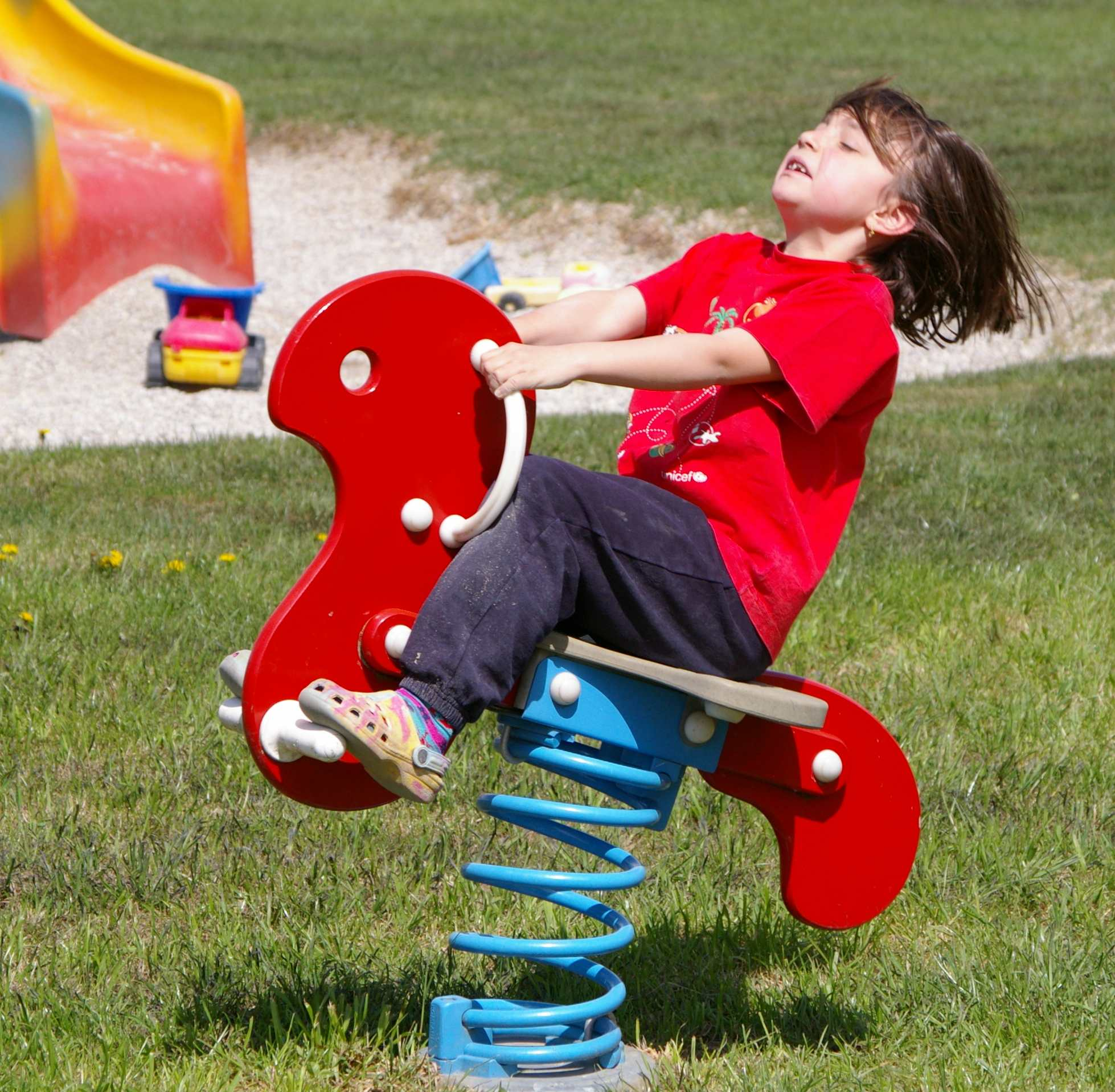
Ett barn som gungar på en gungleksak.

En gungleksak eller ett gungdjur är en leksak som man kan sitta och gunga på. Många gungleksaker är utformade som fantasidjur eller verkliga djur, till exempel häst. Utomhus är stationära gungleksaker vanliga på lekplatser, ofta med kraftiga spiralfjädrar. En vanlig gungleksak inomhus är gunghästen. Det finns även en gungleksak för både inom- och utomhusbruk som är helt tillverkad i hårdplast och därför till viss del påminner om en leksakspulka till utseendet.